# Brown Street
Brown Street is een dubbelalbum van Joe Zawinul.
Zawinul is bekend geworden van de jazzrock-formatie Weather Report; daarnaast heeft hij talloze soloconcerten gegeven. Zijn muziek bleek zich niet alleen te lenen voor beperkte bezetting, en werd door Vince Mendoza gearrangeerd voor bigband. In oktober 2005 gaf Joe Zawinul met de WDR Big Band een concert in Joe Zawinuls Birdland in Wenen, Oostenrijk. Dit dubbelalbum bevat opnamen van dat concert. Naast Zawinul, op zijn gebruikelijke batterij synthesizers, spelen ook de voormalige Weather Report-leden Alex Acuña en Victor Bailey mee.

## Musici
- Joe Zawinul - toetseninstrumenten
- Victor Bailey - basgitaar
- Nathaniel Townsley - drums
- Alex Acuña - percussie
- WDR Big Band

## Muziek
| Nr. | Titel                       | Duur  |
| --- | --------------------------- | ----- |
| 1.  | Brown Street                | 10:58 |
| 2.  | In a silent way             | 5:15  |
| 3.  | Fast city                   | 9:05  |
| 4.  | Badia / Boogie woogie waltz | 11:46 |
| 5.  | Black market                | 7:31  |

| Nr. | Titel                      | Duur  |
| --- | -------------------------- | ----- |
| 1.  | March of the lost children | 5:50  |
| 2.  | A remark you made          | 8:06  |
| 3.  | Night passage              | 6:26  |
| 4.  | Procession                 | 9:02  |
| 5.  | Carnavalito                | 10:41 |